# العلاقات الغامبية القرغيزستانية
العلاقات الغامبية القيرغيزستانية هي العلاقات الثنائية التي تجمع بين غامبيا وقيرغيزستان.

## مقارنة بين البلدين
هذه مقارنة عامة ومرجعية للدولتين:
| وجه المقارنة                                              | غامبيا       | قيرغيزستان                      |
| --------------------------------------------------------- | ------------ | ------------------------------- |
| المساحة (كم2)                                             | 11.30 ألف    | 199.95 ألف                      |
| عدد السكان (نسمة)                                         | 2.10 مليون   | 6.20 مليون                      |
| الكثافة السكانية (ن./كم²)                                 | 185.84       | 31.01                           |
| العاصمة                                                   | بانجول       | بيشكك                           |
| اللغة الرسمية                                             | لغة إنجليزية | اللغة الروسية، اللغة القيرغيزية |
| العملة                                                    | دالاسي غامبي | سوم قيرغيزستاني                 |
| الناتج المحلي الإجمالي (بليون دولار)                      | 1.01 مليار   | 7.56 مليار                      |
| الناتج المحلي الإجمالي (تعادل القوة الشرائية) بليون دولار | 3.34 مليار   | 20.45 مليار                     |
| الناتج المحلي الإجمالي الاسمي للفرد دولار أمريكي          | 471          | 1.10 ألف                        |
| الناتج المحلي الإجمالي للفرد دولار أمريكي                 |              |                                 |
| مؤشر التنمية البشرية                                      | 0.441        | 0.655                           |
| رمز المكالمات الدولي                                      | +220         | +996                            |
| رمز الإنترنت                                              | .gm          | .kg                             |
| المنطقة الزمنية                                           | 00           | ت ع م+06:00                     |

## منظمات دولية مشتركة
يشترك البلدان في عضوية مجموعة من المنظمات الدولية، منها:
| علم المنظمة | اسم المنظمة                                                | تاريخ انضمام غامبيا | تاريخ انضمام قيرغيزستان |
| ----------- | ---------------------------------------------------------- | ------------------- | ----------------------- |
|             | مؤسسة التنمية الدولية                                      | 18 أكتوبر 1967      | 24 سبتمبر 1992          |
|             | يونسكو                                                     | 1 أغسطس 1973        | 2 يونيو 1992            |
|             | مؤسسة التمويل الدولية                                      | 19 سبتمبر 1983      | 11 فبراير 1993          |
|             | منظمة حظر الأسلحة الكيميائية                               | ?                   | ?                       |
|             | الأمم المتحدة                                              | 21 سبتمبر 1965      | 2 مارس 1992             |
|             | الاتحاد الدولي للاتصالات                                   | 27 مايو 1974        | 20 يناير 1994           |
|             | منظمة التعاون الإسلامي                                     | ?                   | ?                       |
|             | منظمة الشرطة الجنائية الدولية                              | ?                   | ?                       |
|             | الاتحاد البريدي العالمي                                    | ?                   | ?                       |
|             | البنك الدولي للإنشاء والتعمير                              | 18 أكتوبر 1967      | 18 سبتمبر 1992          |
|             | وكالة ضمان الاستثمار متعدد الأطراف                         | 11 سبتمبر 1992      | 21 سبتمبر 1993          |
|             | العملية المشتركة للاتحاد الأفريقي والأمم المتحدة في دارفور | ?                   | ?                       |
|             | منظمة التجارة العالمية                                     | ?                   | ?                       |

## وصلات خارجية
- موقع وزارة الخارجية الغامبية